# Partit de la Cooperació
El Partit de la Cooperació (en groenlandès: Suleqatigiissitsisut; en danès: Samarbejdspartiet; PC) és un partit liberal groenlandès fundat al març de 2018 pels diputats Michael Rosing i Tillie Martinussen, ambdós ex-membres de Demokraatit.
El partit defensa una major liberalització i la privatització de les grans empreses de propietat pública que dominen l'economia groenlandesa. Tanmateix, és a favor d'una major cooperació amb el Regne de Dinamarca i la resta de països nòrdics.
A les eleccions legislatives de 2018, el partit va aconseguir un escó al Parlament de Groenlàndia, sent partit d'oposició als diversos cabinets de coalició. Dos anys després, el partit va patir una forta crisi interna. Una facció va acusar la presidenta Tillie Martinussen d'aprofitar-se del patrimoni del partit amb finalitats privades, mentre Michael Rosing reivindicava el seu retorn a la presidència. A finals d'any, Rosing i quatre membres de la direcció denunciarien al partit, el qual iniciaria un procés d'expulsió. Finalment, el 20 de desembre Tillie Martinussen seria escollida per unanimitat com a presidenta a la primera conferència del partit des de la seva fundació.
A les següents eleccions de 2021, el partit només va rebre un terç dels vots del 2018, desplomant-se el seu suport, perdent així tota representació.

## Resultats electorals

### Parlament de Groenlàndia
| Any  | Vots  | %        | Escons | ±   | Govern            |
| ---- | ----- | -------- | ------ | --- | ----------------- |
| 2018 | 1,193 | 4.1 (#6) | 1 / 31 | Nou | Oposició          |
| 2021 | 376   | 1.4 (#7) | 0 / 31 | 1   | Extraparlamentari |

### Folketinget
| Any  | Vots | %        | Escons | ±   |
| ---- | ---- | -------- | ------ | --- |
| 2019 | 518  | 2.6 (#7) | 0 / 2  | Nou |
| 2022 | 176  | 0.9 (#6) | 0 / 2  | =   |